# Campeonato Argentino de Futebol de 1933 (LAF)
O Campeonato Argentino de Futebol de 1933 foi o terceiro torneio da chamada era profissional da Primeira Divisão da Argentina. O certame organizado pela Liga Argentina de Football (LAF) foi disputado entre 12 de março e 19 de novembro de 1933, em dois turnos de todos contra todos, e por não existir acesso e descenso, foi disputado pelas mesmas equipes que haviam jogado os campeonatos anteriores. O San Lorenzo sagrou-se campeão argentino, pela quarta vez.

## Participantes
| Equipe             | Cidade               |
| ------------------ | -------------------- |
| Argentinos Juniors | Buenos Aires         |
| Atlanta            | Buenos Aires         |
| Boca Juniors       | Buenos Aires         |
| Chacarita Juniors  | Buenos Aires         |
| Estudiantes        | La Plata             |
| Ferro Carril Oeste | Buenos Aires         |
| Gimnasia y Esgrima | La Plata             |
| Huracán            | Buenos Aires         |
| Independiente      | Avellaneda           |
| Lanús              | Lanús                |
| Platense           | Buenos Aires         |
| Quilmes            | Quilmes              |
| Racing Club        | Avellaneda           |
| River Plate        | Buenos Aires         |
| San Lorenzo        | Buenos Aires         |
| Talleres           | Remedios de Escalada |
| Tigre              | Victoria             |
| Vélez Sarsfield    | Buenos Aires         |

## Classificação final
| Pos | Equipes                          | Pts | J  | V  | E  | D  | GM | GS |
| --- | -------------------------------- | --- | -- | -- | -- | -- | -- | -- |
| 1   | San Lorenzo de Almagro           | 50  | 34 | 22 | 6  | 6  | 81 | 48 |
| 2   | Boca Juniors                     | 49  | 34 | 22 | 5  | 7  | 86 | 47 |
| 3   | Racing Club de Avellaneda        | 48  | 34 | 21 | 6  | 7  | 76 | 33 |
| 4   | River Plate                      | 46  | 34 | 20 | 6  | 8  | 71 | 36 |
| 4   | Gimnasia y Esgrima La Plata      | 46  | 34 | 21 | 4  | 9  | 90 | 55 |
| 6   | Independiente                    | 41  | 34 | 18 | 5  | 11 | 54 | 39 |
| 7   | Vélez Sársfield                  | 38  | 34 | 15 | 8  | 11 | 60 | 43 |
| 8   | Chacarita Juniors                | 35  | 34 | 14 | 7  | 13 | 55 | 61 |
| 9   | Platense                         | 31  | 34 | 11 | 9  | 14 | 61 | 74 |
| 10  | Estudiantes de La Plata          | 30  | 34 | 12 | 6  | 16 | 60 | 65 |
| 11  | Ferro Carril Oeste               | 28  | 34 | 9  | 10 | 15 | 43 | 56 |
| 12  | Huracán                          | 27  | 34 | 10 | 7  | 17 | 49 | 60 |
| 13  | Quilmes                          | 26  | 34 | 8  | 10 | 16 | 41 | 61 |
| 14  | Argentinos Juniors               | 25  | 34 | 8  | 9  | 17 | 45 | 71 |
| 15  | Lanús                            | 24  | 34 | 7  | 10 | 17 | 52 | 76 |
| 16  | Talleres de Remedios de Escalada | 23  | 34 | 7  | 9  | 18 | 61 | 84 |
| 16  | Atlanta                          | 23  | 34 | 9  | 5  | 20 | 46 | 70 |
| 18  | Tigre                            | 22  | 34 | 9  | 4  | 21 | 44 | 96 |

## Premiação
| Campeonato Argentino de Futebol de 1933 (LAF) |
| --------------------------------------------- |
| San Lorenzo Campeão (4° título)               |

## Goleadores
| Jogador   | Jogador           | Gols | Equipe                  |
| --------- | ----------------- | ---- | ----------------------- |
| Argentina | Francisco Varallo | 34   | Boca Juniors            |
| Argentina | Arturo Naón       | 33   | Gimnasia y Esgrima (LP) |
| Argentina | Bernabé Ferreyra  | 27   | River Plate             |
| Argentina | Luis Rojas        | 23   | Talleres (RdE)          |
| Argentina | Diego García      | 22   | San Lorenzo             |